# Abietinaria gigantea
Abietinaria gigantea is een hydroïdpoliep uit de familie Sertulariidae. De poliep komt uit het geslacht Abietinaria. Abietinaria gigantea werd in 1877 voor het eerst wetenschappelijk beschreven door Clark. 